# スタッド・シャバン＝デルマス
スタッド・ジャック＝シャバン＝デルマス（Stade Jacques-Chaban-Delmas）は、フランス・ジロンド県ボルドーにあるサッカー、ラグビー兼用スタジアム。収容人数は34,694人。
半世紀近くボルドーの市長を務め、2000年に亡くなったジャック・シャバン＝デルマスを偲び、2001年に以前の名称パルク・レスキュール（Parc Lescure）から現在のものへと改名された。

## 概要
1930年に自転車競技場として建設され、1938 FIFAワールドカップに合わせて1935年にサッカー場として改築された。1938 FIFAワールドカップでは、ブラジルとチェコスロバキアの試合では大規模な乱闘騒ぎが起こってしまい、ボルドーの戦いとして記憶されることとなった。1998 FIFAワールドカップで再び使用され、6試合が開催された。ラグビーではウェールズを中心に行われたラグビーワールドカップ1999、およびラグビーワールドカップ2007で使用された。

## 入場者数

### 最多入場者数
- 40,211 ボルドー v ユヴェントス, 1985.04.24

## 開催された主な大会
- 1938 FIFAワールドカップ

- 1998 FIFAワールドカップ

| 日付          | ホームチーム     | 結果 | アウェーチーム | ラウンド  |
| ------------- | ---------------- | ---- | -------------- | --------- |
| 1998年6月11日 | イタリア         | 2-2  | チリ           | グループB |
| 1998年6月16日 | スコットランド   | 1-1  | ノルウェー     | グループA |
| 1998年6月20日 | ベルギー         | 2-2  | メキシコ       | グループE |
| 1998年6月24日 | 南アフリカ共和国 | 2-2  | サウジアラビア | グループC |
| 1998年6月26日 | アルゼンチン     | 1-0  | クロアチア     | グループH |
| 1998年6月30日 | ルーマニア       | 0-1  | クロアチア     | ベスト16  |

- ラグビーワールドカップ1999
- ラグビーワールドカップ2007